# Michel VI Bringas
Vous lisez un « bon article » labellisé en 2021.
Michel VI Bringas (parfois surnommé le Stratiotique ou Stratiotikos — signifiant le belliqueux, allusion possible à son titre de logothète des armées) (grec : Μιχαὴλ ΣΤʹ ὁ Στρατιωτικός) (?-1059) est brièvement empereur byzantin du 31 août 1056 au 30 août 1057. Haut fonctionnaire déjà âgé, il est choisi par les eunuques pour succéder à la dernière représentante de la dynastie macédonienne, l'impératrice Théodora Porphyrogénète. Le règne extrêmement bref de Michel VI, « moins capable de régner que d'être conduit et régi », constitue une année de transition pendant laquelle hauts fonctionnaires, militaires, patriarche et population de Constantinople luttent pour le pouvoir. Une rébellion militaire conduite par Isaac Comnène y met fin, après quoi l'empereur abdique pour se faire moine et finir ses jours dans un monastère.
Les nombreux troubles qui émaillent l'année du règne de Michel VI, premier empereur à régner après la longue ère d'expansion de la dynastie macédonienne, annoncent les troubles à venir de l'Empire. L'empereur ne parvenant jamais à se concilier les différents clans qui se disputent le pouvoir, son règne est marqué par une guerre civile, tantôt ouverte, tantôt larvée, qui dure jusqu'en 1081.

## Contexte historique

L'empire byzantin à la mort de Basile II en 1025.

En 1056, l'Empire est arrivé au terme de la longue période d'expansion macédonienne, qui culmine sous le règne de Basile II (r. 960-1025). Néanmoins, la population de Constantinople demeure attachée à cette dynastie macédonienne, fondée près de deux siècles auparavant par Basile Ier (r. 867-888) et qui a dirigé l'empire pendant l'une des périodes les plus glorieuses et prospères de son histoire,.
Basile II (960-1025), mort sans enfant, laisse le trône à son frère Constantin VIII, (r. 1025-1028) qui délègue à ses fonctionnaires la direction de l'État pendant qu'il dilapide le Trésor public amassé par son prédécesseur. Pas plus que son frère, cet empereur âgé ne laisse de descendance mâle. On en revient, de 1028 à 1056, au régime des princes-époux ou adoptés. Des trois filles de Constantin VIII, Eudocie, défigurée par la petite vérole, a pris le voile ; Théodora a également été reléguée dans un couvent par sa sœur Zoé. Arrivée au pouvoir, cette dernière épouse successivement trois prétendants : le premier, Romain Argyros, l'épouse trois jours après la mort de Constantin et monte sur le trône sous le nom de Romain III (r. 1028-1034). Ayant délaissé son épouse, il trouve la mort dans une piscine cinq ans après leur mariage. Le lendemain de sa mort, Zoé épouse son amant de l'époque qui monte à son tour sur le trône sous le nom de Michel IV (r. 1034-1041). Il meurt à la suite d'une campagne victorieuse contre les Bulgares, non sans avoir persuadé Zoé d'adopter son neveu Michel qui prend le nom de Michel V (r. décembre 1041-avril 1042),.
Une fois empereur, Michel V exile sa mère adoptive, provoquant la colère de la population de la capitale, très attachée à la dynastie macédonienne dont Zoé et sa sœur Théodora sont les dernières représentantes. Le 20 avril 1042, une révolte populaire chasse Michel V du trône et y installe les deux sœurs qui régnent conjointement pendant trois mois jusqu'à ce que Zoé décide d'épouser un de ses anciens amants, Constantin Monomaque, à qui elle transfère le pouvoir, celui-ci prenant le nom de Constantin IX (r. 1042-1055).
Zoé décède en juin 1050. À la mort de Constantin IX, cinq ans plus tard, la couronne revient donc à Théodora Porphyrogénète, qui quitte précipitamment son couvent. Contrairement à sa sœur, elle décide de régner seule, rejetant les avis de ses conseillers et du patriarche qui veulent lui donner un empereur-consort,.
Son règne ne dure que dix-neuf mois. Alors que l'impératrice agonise, les eunuques du palais se réunissent pour lui proposer un successeur, « un homme constant qui leur resterait attaché et leur conserverait leur haute fortune ». Leur choix se porte sur l'un des leurs, le sénateur Michel Bringas, qu'ils proposent fortement à son approbation. La souveraine l'adopte immédiatement en en faisant son successeur. Celui-ci est connu sous le surnom de « stratiotikos », parce qu'il a passé sa carrière dans la bureaucratie où il a occupé le poste de « logothète » (ministre) des affaires financières de l'armée. Doutant du libre choix de l'impératrice, le patriarche Michel Cérulaire insiste, avant de couronner le nouvel adopté, pour que l'impératrice, alors trop faible pour parler, confirme au moins par un signe sa décision.
Déjà âgé, (Psellos et Attaleiates se réfèrent à lui comme « Michel le Vieillard » [Michael tou gerontos]),, celui-ci doit être célibataire ou veuf puisque aucune basilissa n'est couronnée avec lui et qu'il n'a pas d'enfant qui puisse lui succéder. Par conséquent, son règne ne peut en aucun cas mettre un terme à la compétition pour le pouvoir au sommet de la société byzantine.

## Avènement et règne

### L'arrivée au pouvoir

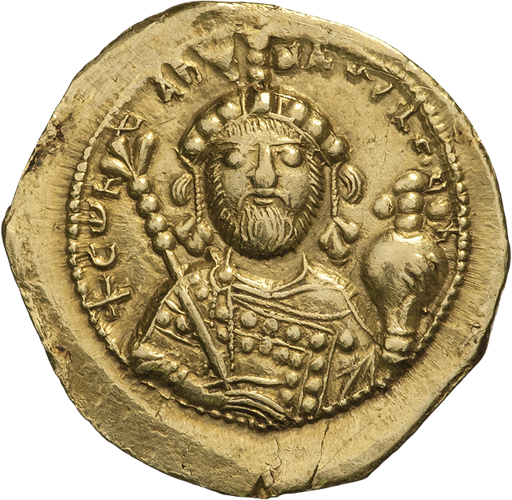
Tétartéron d'or de Constantin IX Monomaque ; sous cet empereur la monnaie byzantine avait déjà perdu de sa valeur, affectant le pouvoir d'achat de l'élite civile et militaire.

La famille des Bringas a déjà donné des fonctionnaires de haut niveau à l'Empire. Au siècle précédent, Joseph Bringas (né ? – mort en 965), eunuque du palais impérial byzantin, a été patrice, préposite de la chambre sacrée et grand drongaire sous Constantin VII Porphyrogénète, s'élevant au rang de président du Sénat et de parakimomène (premier ministre) lorsque Romain II (r. 959-963) accède au pouvoir.
Selon Anthony Kaldellis, le règne de Michel VI est en tous points similaire à celui de Théodora, mais « au lieu d’une impératrice gouvernant à travers ses eunuques, ce sont les eunuques qui régnèrent à travers un faible empereur ». Parmi les figures marquantes de ce régime se trouve Léon Paraspondylos. De façon générale, Michel VI pourrait bien avoir cherché sciemment à favoriser la nomination d'eunuques à divers commandements. Ne pouvant prétendre à la dignité impériale en raison de leur situation, ils risquent moins de contester le pouvoir de l'empereur. Ainsi, d'autres souverains du XIe siècle dont la légitimité demeurait fragile, comme Constantin IX, agissent ainsi. En revanche, l'influent patriarche Michel Cérulaire, déjà hostile à Théodora, reste peu disposé à l'endroit du régime de Michel VI et des tensions notables existent entre lui et Paraspondylès,.

### Un règne bref
Ne pouvant assurer sa légitimité ni par sa naissance, ni par une brillante carrière, le nouvel empereur tente tout d'abord de s'assurer l'appui de la haute fonction publique en distribuant les dignités avec faste, ne se contentant pas de promouvoir les fonctionnaires au grade supérieur à celui qu'ils détiennent, mais en les élevant de plusieurs degrés. Ce geste a des conséquences non négligeables sur le plan financier, car la valeur de la monnaie byzantine, constante jusqu'au règne de Constantin VII (944-959), a régulièrement perdu de sa valeur par la suite. Ceci a inévitablement affecté les salaires annuels viagers (roga) des hauts dignitaires de l'État qui trouvent dans ces promotions une façon de compenser la perte de leur pouvoir d'achat.

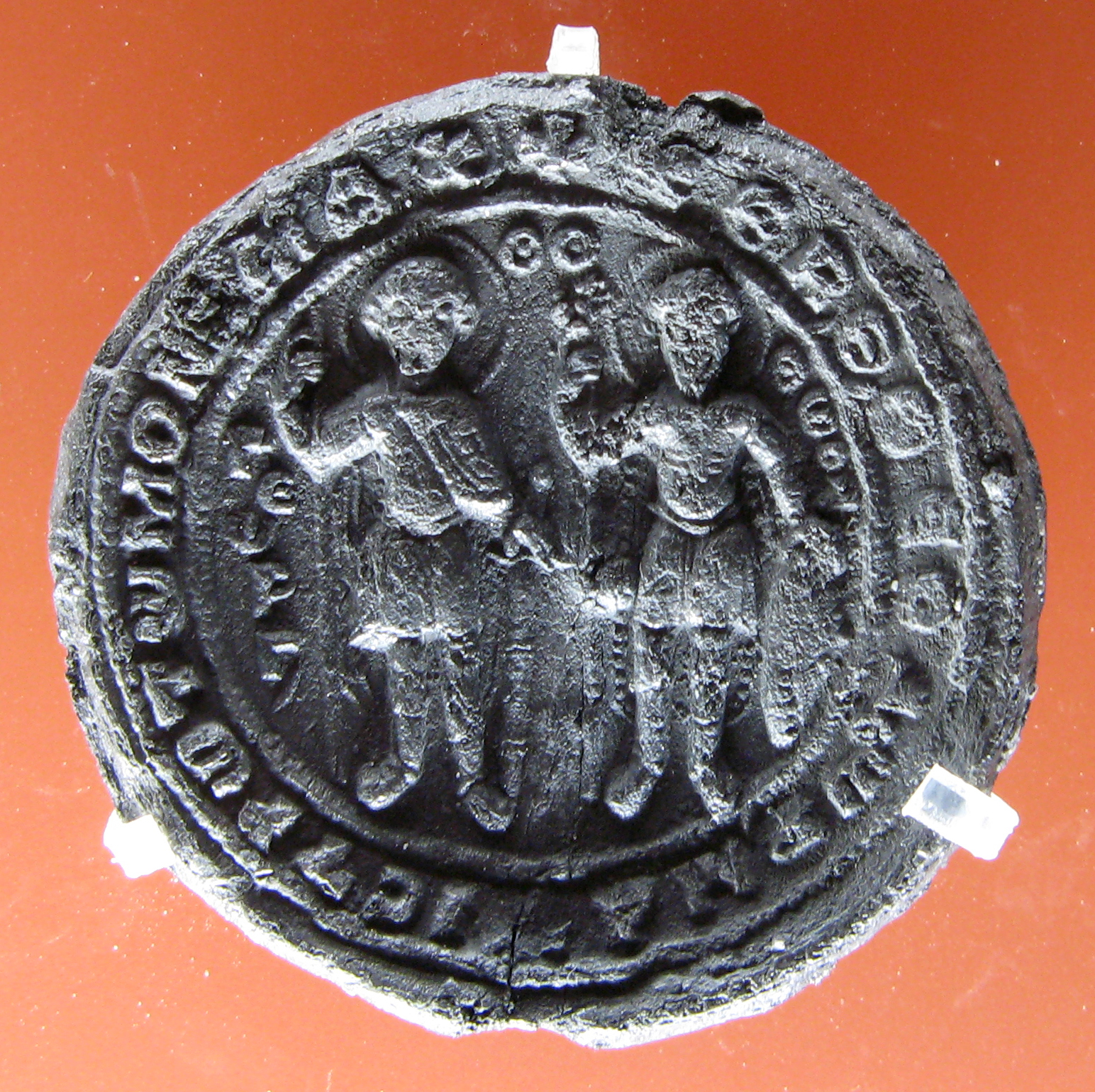
Sceau en plomb de Théodose Monomaque - XIe siècle

Sur le plan de la politique étrangère, la brièveté du règne de Michel VI ne lui permet pas d'avoir une réelle influence sur le cours des événements. Toutefois, il poursuit les négociations en cours avec le Saint-Empire romain germanique pour parvenir à contrecarrer l'influence grandissante des Normands, alors en train de s'emparer du Sud de l'Italie, au détriment du catépanat d'Italie tenu par l'Empire.
Les hésitations du patriarche à acquiescer au désir de l'impératrice agonisante se révèlent justifiées. Michel n'a pas sitôt été proclamé empereur qu'il fait face à la révolte du proèdre Théodose, cousin germain de l'empereur Constantin IX qui considère que le trône aurait dû lui revenir. Accompagné de ses partisans, celui-ci défile sur l'artère principale de Constantinople, la Mese, feignant un soulèvement populaire et libérant au passage les prisonniers de la préfecture. Mais les rues se vident ; Théodose, trouvant le palais impérial barricadé, se dirige alors vers Hagia Sophia où il espère que le patriarche et le clergé se rallieraient à sa cause. Il n'en est rien et Théodose, abandonné de tous, doit se rendre. Il est par la suite exilé à Pergame.
Effrayé par cet incident, Michel VI se livre à une nouvelle ronde de promotions, en particulier au sénat. Mais cette politique ne fait pas que des heureux, car elle ne profite qu'aux proches de l'empereur. L'élite militaire, pour sa part, éprouve de plus en plus de ressentiment à l'endroit du régime des eunuques et de l'élite bureaucratique parmi lesquels l'empereur choisit les nouveaux hauts gradés militaires malgré leur manque d'expérience, ce à quoi s'ajoute probablement le fait qu'alors qu'il était logothète des armées sous Constantin IX, le nouvel empereur les avait payés avec une monnaie dévaluée. L'un des leurs, le chef des mercenaires normands, Hervé Frangopoulos, exige sa promotion au rang de magistros, mais est éconduit à Constantinople. Retournant auprès de ses mercenaires, il persuade trois cents d'entre eux de déserter et de se joindre aux forces turques du chef Samuk. Cette alliance est de courte durée et, lors d'une bataille à Khliat, la plupart de ses mercenaires sont tués et Hervé est fait prisonnier,,.
L'ampleur du déclassement que subit l'élite militaire sous plusieurs empereurs du XIe siècle demeure un sujet débattu mais il est acquis que le bref règne de Michel VI est un moment de perte d'influence assez net pour cette partie de l'aristocratie. Ainsi Jean-Claude Cheynet, qui a eu tendance à relativiser ce phénomène de déclassement, souligne que Michel VI, en promouvant plusieurs fonctionnaires impériaux à de hautes dignités telles que celle de proèdre aux dépens de militaires, « brisa l'équilibre » observé jusque-là.

## La révolte d'Isaac Comnène

### Aux origines de la révolte

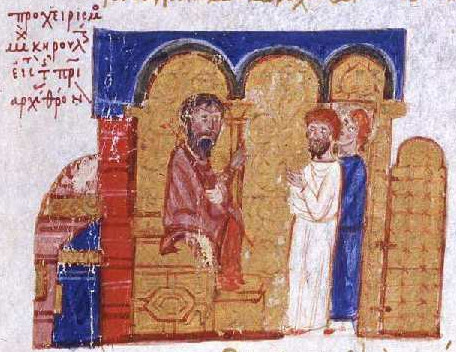
Michel Ier Cérulaire, opposant résolu à Michel VI, sur le trône patriarcal, miniature du manuscrit madrilène de la Chronique de Jean Skylitzès, XIIe siècle,.

À Pâques 1057, moment où l'empereur distribue les sommes d'argent correspondant au rang des hauts fonctionnaires civils et militaires, une délégation des principaux officiers se rend au Palais. Présidée par Isaac Comnène, relevé trois ans plus tôt de ses fonctions de stratopédarque d'Orient par Théodora, elle comprend entre autres le magistros Katakalôn Kékauménos, qui vient d'être remercié comme doux (gouverneur) d'Antioche probablement à cause de la perte de Laodicée aux mains des Fatimides, le vestarque Michel Bourtzès dont le grand-père a capturé Antioche pour Constantinople un siècle plus tôt, le vestarque Constantin Doukas qui a épousé la nièce du patriarche Michel Cérulaire et son frère Jean grand ami de Psellos, tous membres d'influentes familles militaires qui ont participé aux grandes campagnes de Basile II,. Selon Psellos, témoin oculaire de la scène, bien loin de les féliciter, l'empereur se met à les injurier en bloc et, après avoir fait avancer Isaac Comnène et Katakalôn Kékauménos, accuse le premier d'avoir pratiquement abandonné Antioche, détruit son armée et s'être approprié l'argent du peuple. Écrivant plus tard au même siècle, Jean Skylitzès affirme plutôt que l'empereur a reçu les généraux courtoisement, mais s'accorde avec Psellos pour dire qu'il leur a refusé les honneurs et la promotion que les deux généraux s'attendaient à recevoir au rang de proedros,.
L'effet de ces paroles sur le haut-commandement militaire est immédiat et les généraux présents prennent le parti de leurs collègues. Une deuxième approche auprès de l'empereur ou de son premier ministre, le protosynkellos Léon Paraspondylos, n'a guère plus de succès et il s'en faut de peu que les militaires ne se précipitent sur l'empereur pour le destituer. Selon Psellos, c'est Isaac qui a retenu ses compagnons d'armes. Les généraux retournent alors dans leurs domaines et contactent le général Nicéphore Bryenne que ses troupes avaient déjà voulu proclamer empereur sous Théodora Porphyrogénète,. Rappelé par Michel VI, il a été mis à la tête des troupes de Macédoine. Il semble que celui-ci aurait accepté de se joindre à la conjuration, mais il a été presque aussitôt envoyé avec ses troupes combattre les Turcs en Asie mineure où il se querelle avec le trésorier des armées qu'il fait jeter en prison après s'être approprié les fonds pour payer ses soldats comme il l'entend. Certainement veut-il augmenter leur solde pour accroître leur fidélité envers lui et les détourner ainsi de l'empereur. Il est alors arrêté par un autre commandant local, jugé pour rébellion et aveuglé,,.
Craignant alors que leur complot ne soit découvert, les généraux postés en Anatolie dont Romain Skléros, Michel Bourtzès, Nicéphore Botaniatès et les fils de Basile Argyros se réunirent et proclamèrent Isaac Comnène empereur le 8 juin 1057 à Gounaria en Paphlagonie,,. Laissant sa famille sous la protection de son frère dans la forteresse de Pemolissa sur le fleuve Halis (aujourd'hui appelé Kızılırmak), Isaac se mit en route pour Constantinople. A ce stade, selon Skylitzès, Michel VI commit l'erreur de ne pas envoyer d'ambassadeurs auprès des rebelles pour tenter de trouver un compromis ou satisfaire à certaines demandes de promotions.
Cette révolte a parfois été décrite comme l'incarnation des divisions entre l'aristocratie civile du gouvernement de Michel VI et l'aristocratie militaire, unie derrière Isaac. Cette dernière aurait été défavorisée par les fonctionnaires de Constantinople qui les auraient privé de nombre de commandements d'importance. Il est vrai que, sous Théodora puis Michel VI, des généraux comme Isaac ont effectivement été évincés, sans que l'on sache qui les ont remplacés. Néanmoins, comme l'a souligné Jean-Claude Cheynet, cette vision est probablement trop simpliste car les différentes familles de l'aristocratie, qu'elles soient civiles ou militaires, dépassent souvent ce clivage. À Constantinople, l'administration civile est souvent divisée entre la haute aristocratie issue des grandes familles de l'Empire et des fonctionnaires d'ascendance plus modestes, qui sont généralement soutenues par Michel IV, Théodora ou bien Michel VI.
Quant à l'armée, elle est aussi divisée. Michel VI peut compter sur les forces de Macédoine dont il se hâte de transporter certains régiments en Asie mineure ainsi que sur celles du thème d'Anatolie et de Charsianon en Cappadoce, alors que les forces d'Isaac, outre celles de Nicéphore Bryenne, proviennent essentiellement d'Asie mineure. Aux dires de Skylitzès, Kékauménos a dû forger des ordres impériaux pour mobiliser les régiments des Arméniaques. Réalisant un peu tard que son maintien au pouvoir dépend de l'appui de ses généraux, Michel VI se hâte de les combler d'honneurs et nomme à la tête de ses troupes Théodore, le nouveau domestique des scholes d'Orient que Théodora a fait proèdre, assisté du magister Aaron, officier d'origine bulgare et frère de la femme d'Isaac Comnène. L'armée loyaliste, supérieure en nombre, se rassemble à Nicomédie d'où elle peut contrôler la route donnant accès à la capitale ; pour sa part Isaac, après avoir fait une manœuvre par le sud, s'empare de Nicée où il établit son commandement,. La bataille qui s'ensuit dans la plaine de Petroe s'achève par la victoire des rebelles qui voient s'ouvrir devant eux la voie de Constantinople,,,.

### La chute

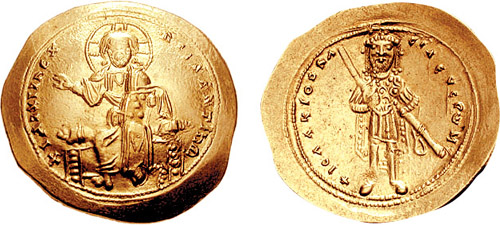
Histaménon d'or frappé sous Isaac Ier.

La nouvelle de cette défaite cause une grande émotion à Constantinople où Théodore, revenu de la bataille après avoir conclu secrètement la paix avec Isaac Comnène, déconseille à l'empereur de lever une seconde armée. Après avoir distribué honneurs et largesses pour se gagner des partisans et avoir obligé les sénateurs à signer un document dans lequel ceux-ci s'engagent à ne pas reconnaître Isaac, l'empereur se résout à négocier avec son rival et lui envoie une délégation comprenant Michel Psellos, Léon Alopos et Constantin Lichoudès, ancien premier ministre de Constantin IX,. Son offre est de nommer Isaac Comnène « césar », devenant à toute fin pratique son successeur. Selon Psellos, Isaac aurait été enclin à accepter cette offre, mais celle-ci est rejetée lors d'une réunion publique des troupes galvanisées par la rumeur qu'un coup d'État a renversé l'empereur. Les ambassadeurs retournent donc à Constantinople avec une contre-proposition : Isaac deviendrait co-empereur, serait adopté par Michel VI avec qui il partagerait le pouvoir, pouvant faire de nouvelles nominations et récompenser adéquatement ceux qui l'ont suivi,.
Michel VI se hâte d'accepter ces propositions : le premier ministre Paraspondylos (le même eunuque qui a proposé à Théodora mourante le choix de Michel VI comme successeur et qui a eu maille à partir avec la délégation de généraux) est limogé ; le pardon impérial est accordé à Isaac et à ses partisans, ce dernier devenant non pas « césar » mais « co-empereur » (symbasileus). Isaac, à son tour, accepte ces propositions et se prépare à entrer dans la capitale où les événements se précipitent.
Réuni à Hagia Sophia, un groupe de hauts fonctionnaires proteste qu'en acceptant les propositions d'Isaac, l'empereur les oblige à violer la déclaration de non-reconnaissance qu'il leur a fait signer : « Leurs voix s'élevaient pour réclamer que l'on coupe l'empereur en morceaux et que l'on donne le trône à celui qui avait gagné la bataille ». Quelques jours plus tard, le 30 août, le patriarche Michel Cérulaire et l'ensemble du clergé se rallient à ce groupe, ce qui alimente les rumeurs à l'effet que cette « réunion spontanée » a été planifiée par l'ambitieux patriarche dont les démêlés avec l'empereur sont bien connus,,. Plus largement, c'est une grande partie de la population de la ville, déjà responsable de la chute de Michel V et qui manifeste à plusieurs reprises sous Constantin IX, qui prend parti contre Michel VI.
Le patriarche envoie alors un message à l'empereur lui disant que s'il désire continuer à vivre, il ferait mieux d'abdiquer,,. Malgré le fait que les généraux qui lui sont restés fidèles ainsi que son entourage l'encouragent à continuer la lutte, Michel VI, pour éviter d'être la cause d'un bain de sang dans la capitale, décide d'abdiquer. Regardant ses bottines de pourpre, symboles de la dignité impériale, il s'exclame : « Je ne renierai pas ma religion pour leur cause ». Il est alors tonsuré et admis parmi les moines. Et à l'archiprêtre qui lui donne sa bénédiction avec le baiser de paix, il réplique : « Puisse Dieu te rendre comme il convient ce baiser, archevêque ». Il est alors dirigé vers l'un des établissements du patriarcat où il finit ses jours en solitaire,.
Quant à Isaac Comnène, accompagné des ambassadeurs du monarque déposé, il traverse le Bosphore le lendemain et fait son entrée dans la capitale. Le 1er septembre 1057, il est couronné empereur par le patriarche à Hagia Sophia,,. Son premier geste, tout comme l'a fait Michel VI à son avènement, est de combler d'honneurs ses partisans, tant civils que militaires, sans oublier le patriarche qui obtient la juridiction complète sur la cathédrale Hagia Sophia ainsi que la supervision complète et entière de son nombreux clergé,.